# Atlanta and West Point Railroad
L'Atlanta and West Point RailRoad (sigle de l'AAR:AWP) était un chemin de fer américain de classe I de Géorgie, constituant la section est de la West Point Route entre Atlanta et Selma, Alabama. La compagnie fut créée en 1847 sous le nom d'Atlanta and Lagrange Rail Road, puis rebaptisée en 1857. La construction débuta en 1849-1850 et s'acheva en mai 1854. Les participations minoritaires détenues par le Georgia and Banking Company finirent par passer sous le contrôle de l'Atlantic Coast Line Railroad (ACL), qui racheta plus tard la majorité du capital. Sous la direction du Seaboard Coast Line Railroad (SCL), successeur de l'ACL, l'A&WP rejoignit la bannière du Family Lines System en 1972. Puis en juin 1986, il fusionna dans le Seaboard System Railroad, successeur du SCL. Les anciennes possessions de l'A&WP appartiennent désormais à CSX Transportation.

## Les origines

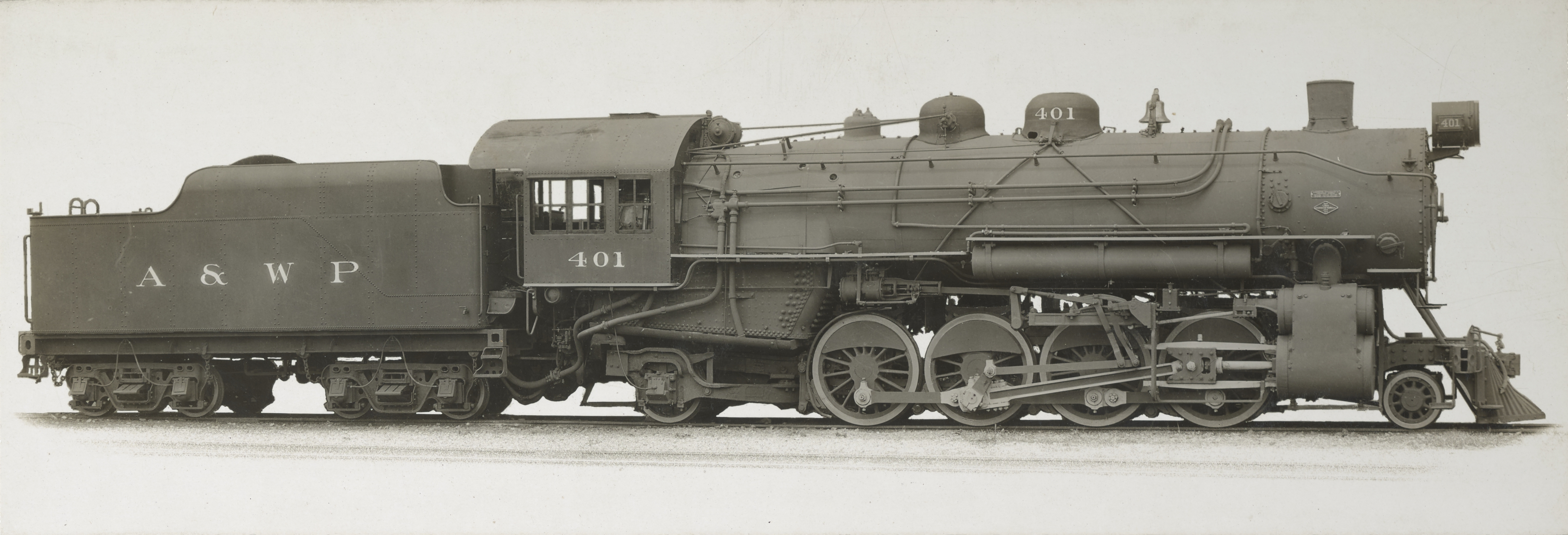
Une Mikado du réseau Atlanta and West Point Railroad.

L'Atlanta and LaGrange Rail Road fut créé en 1847, et la section Newman-West Point vit le jour en décembre 1849. La ligne fut achevée en 1854. Il fut rebaptisé A&WP en 1857. Le Western Rail Road of Alabama en prit le contrôle en 1870. Mais en 1875, le Georgia Railroad prit des parts lui aussi dans l'A&WP et acquit avec l'aide du Central of Georgia Railway, le Western Rail Road of Alabama (réorganisé en 1883 en Western Railway of Alabama). Étroitement affiliés au Georgia Railroad, l'A&WP et le WA eurent une exploitation commune sous la bannière "West Point Route" à partir de 1886. Durant la fin du XIXe siècle et le début du XXe, ces trois chemins de fer furent contrôlés par le Central of Georgia et le Louisville and Nashville Railroad (lui-même sous contrôle de l'Atlantic Coast Line). Le Central of Georgia vendit ses parts en 1944, permettant à l'ACL via le L&N d'avoir le contrôle du West Point Route.

## Les grands regroupements
Le 1er juillet 1967, le Seaboard Air Line (alias Seaboard) et l'ACL (alias Coast Line)  fusionnèrent pour donner le Seaboard Coast Line Railroad (SCL). En 1972 le SCL et le L&N décidèrent une exploitation sous un marketing commun, le Family Lines System, regroupant le SCL, le Clinchfield Railroad, le L&N, le Georgia Railroad, et le West Point Route (regroupant l'Atlanta and West Point Railroad et le Western Railway of Alabama). Ce dispositif préservant l'identité de chaque compagnie dura jusqu'en 1983. Le SCL commença par absorber le Georgia Railroad le 4 novembre 1982, puis il fusionna les autres compagnies du Family Lines le 29 décembre 1982, à l'exception de l'Atlanta and West Point Railroad (fusionné par SBD en juin 1986) et du Western Railway of Alabama (fusionné par CSX en 2002). Le SCL prit officiellement le nom de Seaboard System Railroad (SBD) le 1er janvier 1983. Le SBD fut rebaptisé CSX Transportation le 1er juillet 1986. Le 31 août 1987, CSX T absorba le Chesapeake and Ohio Railway, qui venait juste de fusionner quatre mois plus tôt le Baltimore and Ohio Railroad (qui avait absorbé le Western Maryland Railway en 1983).

## Les reliquats du réseau
De nos jours l'ancienne ligne de l'AWP est toujours utilisée par les trains de voyageurs de l'Amtrak.

## Traduction
- (en) Cet article est partiellement ou en totalité issu de l’article de Wikipédia en anglais intitulé « Atlanta and West Point Rail Road » (voir la liste des auteurs).